# Хрусталёва, Елена Владимировна
Еле́на Влади́мировна Хрусталёва (род. 28 сентября 1980, Красноярск) — российская, белорусская и казахстанская биатлонистка, трёхкратная чемпионка Европы, серебряный призёр Олимпийских игр 2010 в Ванкувере в индивидуальной гонке на 15 км, чемпионка и призёр Азиатских игр, чемпионка Азии, призёр чемпионатов мира по летнему биатлону. Заслуженный мастер спорта России, заслуженный мастер спорта Республики Казахстан. Завершила карьеру в сезоне 2015/2016

## Спортивная карьера
До того, как заниматься биатлоном, Елена занималась со своим отцом лыжами. Отец Елены, когда ей было 11 лет и она ещё училась в Красноярске, решил отдать дочь в биатлон, так как тренеры, которые работали в лыжных гонках, не понравились ему из-за жёсткой системы обучения. Первым её наставником в биатлоне был Виктор Иванович Ермаков.
Окончила факультет физической культуры и спорта Красноярского государственного университета.
До сезона 2000/01 и в сезонах 2002/03 — 2006/07 выступала за Россию, в сезоне 2001/02 — за Беларусь.
С 2006 года Елена Хрусталева выступает за Казахстан, получила гражданство Республики Казахстан. После переезда в Алма-Ату она стала тренироваться с тренерами Виктором Смирновым и Николаем Зеленковым. Согласно её словам:
Начиная с 21-22 лет, я постоянно приезжала в южную столицу Казахстана на сборы весной и осенью, где мне очень нравилось тренироваться. Позже поняла, что в России у меня нет больше смысла бегать, я не видела своего дальнейшего роста. Удовольствия от своей работы не получала. Было даже больше расстройств…
В 2007 году Елена Хрусталёва стала двукратным призёром Азиатских игр 2007 года в составе сборной Казахстана, за которую выступает и поныне.
За свою карьеру Елена четырежды попадала в десятку лучших на этапах Кубка мира, в том числе стала шестой в индивидуальной гонке на чемпионате мира 2009 года.
В ноябре 2009 года, накануне XXI зимних Олимпийских игр в Ванкувере, Елена снялась в откровенной фотосессии для печатного издания — казахстанского выпуска «Men's Health», что привело к скандалу.
Елена отметила, что по причине усталости после блестящих для неё Азиатских игр 2011 года, вынуждена пропустить сезон 2011/2012 года.
Елена и главный тренер сборной, Андрей Головко, отметили, что будут рассматривать сезон 2012/2013 как экспериментальный и сосредоточатся на чемпионате мира в Нове-Место.

### Олимпийские игры 2010 года в Ванкувере
В преддверии Олимпийских игр 2010 года в Ванкувере перед биатлонисткой была поставлена цель попасть в шестёрку лучших.
13 февраля заняла 5-е место в спринтерской гонке на 7,5 км с результатом 20 минут 19,6 секунды. 16 февраля заняла 11-е место в гонке преследования на 10 километров с четырьмя огневыми рубежами с результатом 31 минута 42 секунды и тремя промахами. 18 февраля были разыграны олимпийские медали в индивидуальной гонке на 15 км. На первом рубеже Елена отстрелялась без промахов, отставая от лидера Туры Бергер на 15 секунд (13 позиция). На второй стрельбе первой снова шла Бергер, за ней Хрусталёва (+36), динамика — 15 секунд на круге. На третьем огневом рубеже они снова не промахнулись, на четвёртом — Бергер сделала один промах, но благодаря отличной скорости стала олимпийской чемпионкой, Хрусталёва финишировала второй с отставанием 20,7 секунд и завоевала серебряную медаль.
22 февраля Хрусталёва приняла участие в финале гонок с масс-старта на 12,5 км, где заняла 27-е место, с отставанием от занявшей первое место Магдалены Нойнер +3,19.6 с, промахнувшись 5 раз (2-2-1-0). В тот же день в Олимпийской деревне Уистлера Елену Хрусталёву с серебряной медалью поздравил вице-министр туризма и спорта Казахстана Талгат Ермегияев, ей были вручены 5 тыс. долларов США, а её наставнику — Виктору Смирнову — 3 тыс. долларов США.

### Участие в Олимпийских играх
| Год  | Место проведения | Инд | Спр | Пр | МС      | Эст |
| 2002 | Солт-Лейк Сити   | -   | 33  | 30 | не было | 7   |
| 2010 | Ванкувер         | 2   | 5   | 11 | 27      | 14  |

## Личная жизнь
Елена Хрусталёва не замужем, детей нет.